# Max Matern
Max Matern (* 19. Januar 1902 in Berndshof; † 22. Mai 1935 in Berlin-Plötzensee) war ein deutscher Maschinenformer und Kommunist. Er gehörte gegen Ende der Weimarer Republik dem „Proletarischen Selbstschutz“ der KPD an, einer Nachfolgeorganisation des Roten Frontkämpferbundes, und wurde in der Zeit des Nationalsozialismus wegen der 1931 verübten Morde auf dem Bülowplatz zum Tode verurteilt und hingerichtet.

## Leben

### Mitglied der KPD und des PSS
Der Sohn eines sozialdemokratischen Ziegeleiarbeiters erlernte nach dem Besuch der Volksschule ab 1916 den Beruf des Formers in den Hallerwerken, einer Eisengießerei in Torgelow. 1925 zog er nach Berlin, wo ihm sein Bruder Arbeit vermittelt hatte. Er schloss sich der KPD, dem Deutschen Metallarbeiter-Verband und dem Roten Frontkämpferbund an.
1930 trat Matern in den „Proletarischen Selbstschutz“ ein, eine kommunistische Kampforganisation, welche die Sicherheits- und Verteidigungsfunktionen des 1929 verbotenen Roten Frontkämpferbundes übernehmen sollte. Seit Februar 1931 führte er innerhalb des Parteiselbstschutzes die „1. Widerstandsgruppe“ im Unterbezirk Nord der KPD. 1932 übernahm er die Führung eines Unterabschnittes im Bezirk Nord.

### Bülowplatz-Prozess 1934
Am 9. August 1931 wurden unweit der KPD-Zentrale auf dem Berliner Bülowplatz, dem heutigen Rosa-Luxemburg-Platz, die Schutzpolizisten Paul Anlauf und Franz Lenck erschossen. Seinerzeit konnte nur der Nebenbeteiligte Max Thunert ermittelt werden, der mit sieben Monaten Haft bestraft wurde. Nach der nationalsozialistischen „Machtergreifung“ wurden die Ermittlungen durch die Berliner Mordinspektion unter Ernst Gennat wieder aufgenommen. Gennat vernahm erneut Thunert, der sich in Widersprüche verwickelte, und dessen Festnahme Gennat am 21. März 1933 erwirkte. Laut einem Bericht der Kriminalpolizei über die Ermittlungen in der Mordsache Anlauf/Lenck vom 25. September 1933 sagte Thunert nach vier Tagen aus und nannte Matern als denjenigen, der ihn zum Bülowplatz mitnahm und eine Pistole gab. Daraufhin wurde am 25. März auch Matern festgenommen. Matern sagte aus, Thunert eine Pistole gegeben zu haben und den beiden Schützen Erich Mielke und Erich Ziemer den Hauptmann Anlauf gezeigt zu haben. Niemand sonst sei dabei gewesen, und der Mordplan sei nur von ihm ausgegangen. Der neu ernannte preußische Ministerpräsident Hermann Göring drängte, so der Publizist Jochen von Lang, durch die Justiz und das durch ihn neu gebildete Geheime Staatspolizeiamt „auf eine Sühne des Attentats“. Götz Aly weist darauf hin, dass die Polizeiakten die hohe Wahrscheinlichkeit nahelegten, dass Matern gefoltert wurde.
Die Voruntersuchung wurde im Juli 1933 eröffnet, gefolgt von Verhaftungen weiterer Kommunisten, darunter Friedrich Broede, Michael Klause und Erich Wichert. Am 16. März 1934 eröffnete die Staatsanwaltschaft in Berlin das Hauptverfahren. Angeklagt werden sollten zuvorderst die Funktionäre Hans Kippenberger, Heinz Neumann und Albert Kuntz, wobei Kippenberger und Neumann flüchtig waren. Bei der Prozessvorbereitung versuchte die Justiz auch, einen Zusammenhang zum Reichstagsbrandprozess und zu Ernst Thälmann herzustellen, um einen kommunistischen Umsturzplan nachzuweisen. Als Belastungszeuge sollte eigentlich Alfred Kattner dienen, der zwar an der Tat nicht beteiligt gewesen war, aber nach seiner Verhaftung am 3. März 1933 gefügig gemacht und als Lockvogel der Gestapo eingesetzt worden war. Kattner wurde allerdings am 1. Februar 1934 im Auftrag von Rudolf Schwarz, dem Chef der Abwehr der KPD, erschossen. Stattdessen diente Michael Klause als „Kronzeuge“ der Anklage.
Im Bülowplatz-Prozess, der am 4. Juni 1934 begann, gestand auch Matern, dass ihm Mielke und Ziemer als Schützen genannt worden seien. Erich Wichert, inzwischen ein hochrangiger Offizier des Ministeriums für Staatssicherheit, erklärte 1950 in einem handschriftlichen Lebenslauf, Matern habe in aussichtsloser Lage 1934 die Tat auf sich genommen und dadurch den Genossen Wilhelm Peschky, Wilhelm Becker, Herbert Dobersalske, Paul Kähne und Karl Holstein die Flucht ermöglicht. Keiner der Genannten sei aus der Sowjetunion zurückgekehrt. Die von Wichert genannten Genossen waren 1933 untergetaucht beziehungsweise geflohen. Keinem Angeklagten konnte ein Schusswaffengebrauch nachgewiesen werden. Klause, Broede und Matern wurden am 19. Juni 1934 als Mittäter, die den Mordplan und die vorgesehenen Schützen gekannt sowie die Tat gewollt hätten, zum Tode verurteilt. Das Gericht verhängte gegen weitere Angeklagte zum Teil hohe Freiheitsstrafen. Die politischen Auseinandersetzungen des Sommers 1931 blieben außen vor. Revisionsanträge wurden abgewiesen; ein Gnadengesuch Materns lehnte Hitler am 2. Mai 1935 ab. Matern wurde am 22. Mai 1935 im Strafgefängnis Plötzensee mit dem Handbeil enthauptet.

## Ehrungen
In der DDR wurden Straßen, Schulen und Betriebe nach Max Matern benannt, darunter eine Gießerei in Torgelow und eine Unteroffiziersschule der NVA in Eggesin-Karpin. An seinem Wohnhaus auf der Dorfstraße in Berndshof wurde in den 1950er Jahren eine Gedenktafel angebracht.

In der Nachkriegszeit war auch an dem Haus Gerichtsstraße 39 im West-Berliner Stadtteil Wedding eine Gedenktafel angebracht worden. Die Inschrift lautete: 

„„In diesem Hause wohnte der Antifaschist / Max Matern / der vom Hitlerfaschismus am 22.5.1935 / in Plötzensee hingerichtet wurde““

Diese Gedenktafel wurde 1955 nach Intervention der Polizei-Inspektion Wedding entfernt. Das Rechtsamt des Bezirks argumentierte dabei, laut dem Urteil von 1934 habe Matern „die Mordtat als eigene gewollt“ und „also als Mittäter gehandelt“. Weil die Tat „zu jeder Zeit in einem Rechtsstaat der Bestrafung“ unterliege und vor der Zeit des Nationalsozialismus begangen worden sei, könne Matern nicht als Opfer des Hitlerfaschismus betrachtet werden:  „Die Gedenktafel,“ so das Rechtsamt, „ist nach unserer Ansicht zu unrecht angebracht worden, da derartige Gedenktafeln doch wohl nur für die Menschen gedacht sind, die tatsächlich unter dem Hitlerfaschismus gelitten und deshalb verurteilt bzw. hingerichtet worden sind.“ Martin Schönfeld merkt an, dem Rechtsamt Wedding sei nicht der Gedanke gekommen, dass ein Verfahren im Jahr 1934 womöglich auf mit Folter erzwungenen Geständnissen aufbaute. Bezirksbürgermeister Walter Röber folgte der Einschätzung seines Rechtsamtes und überließ es der Polizeiinspektion, die Gedenktafel zu entfernen.